# Acrocianose

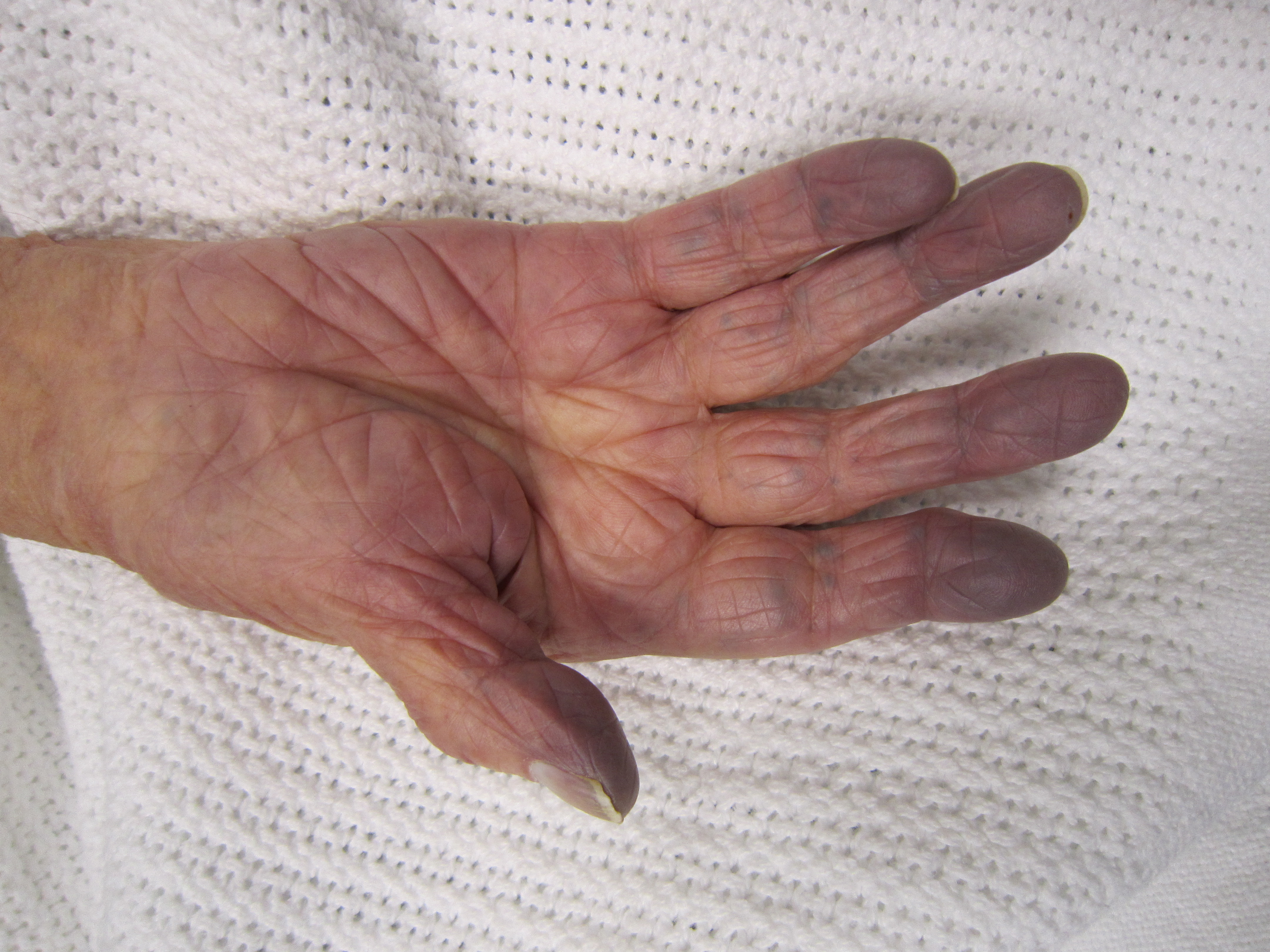
Sintomas de acrocianose

Acrocianose refere-se a uma doença vascular permanente que deixa a pele das mãos e, por vezes, dos pés com uma coloração azulada ou roxa (cianose), manifestando-se especialmente no inverno e em jovens mulheres. Outras características são a pele fria e úmida, possivelmente com aspecto pálido e inchaço. A cianose é associada a uma condição benigna que não requer intervenção médica; porém, quando não é benigna, pode indicar um sério problema médico, frequentemente acondicionada a outras doenças do tecido conjuntivo. Não se deve confundir acrocianose com doença de Raynaud, que se manifesta por condições diferentes.
A acrocianose é vista também em pacientes com desordem neuro-hormonal crônica do sistema cardiovascular ou devido a um choque. Ou ainda, mais raramente, pode ser um sinal de uma doença, progressiva e lenta, como insuficiência cardíaca.
Sua manifestação ocorre em temperaturas entre 15 °C e 18 °C; e a coloração azulada deve-se a predominância de sangue pobre em oxigênio. E, embora não haja tratamento definitivo, pode-se amenizar, eventualmente, mantendo aquecida as extremidades do corpo.